# Macromitrium proximum
Macromitrium proximum är en bladmossart som beskrevs av Thériot 1926. Macromitrium proximum ingår i släktet Macromitrium och familjen Orthotrichaceae. Inga underarter finns listade i Catalogue of Life.